# Geranomyia ibis
Geranomyia ibis là một loài ruồi trong họ Limoniidae. Chúng phân bố ở miền Tân bắc.